# جويل بريفوست
جويل بريفوست (بالفرنسية: Joël Prévost)‏ هو مغني فرنسي، ولد في 6 فبراير 1950 في أربونة في فرنسا.

## وصلات خارجية
- جويل بريفوست على موقع IMDb (الإنجليزية)
- جويل بريفوست على موقع ميوزك برينز (الإنجليزية)
- جويل بريفوست على موقع ديسكوغز (الإنجليزية)
- جويل بريفوست على موقع قاعدة بيانات الفيلم (الإنجليزية)